# Oscarverleihung 2000
Übersicht aller ausgezeichneten Filme

◄◄ | ◄ | 1996 | 1997 | 1998 | 1999 | Oscarverleihung 2000 | 2001 | 2002 | 2003 | 2004 | ► | ►►

Weitere Ereignisse
Die Oscarverleihung 2000 fand am 26. März 2000 zum vorletzten Mal im Shrine Auditorium in Los Angeles statt. Es waren die 72nd Annual Academy Awards. Im Jahr der Auszeichnung werden immer Filme des vergangenen Jahres ausgezeichnet, in diesem Fall also die Filme des Jahres 1999.
Großer Gewinner der Preisverleihung war der Film American Beauty, der fünf Trophäen, davon vier der Big-Five-Oscars (Bester Film, Beste Regie, Bester Hauptdarsteller, Bestes Original-Drehbuch), erhielt. Technisch am überzeugendsten war der Film Matrix, dem vier Auszeichnungen zuerkannt wurden (Bester Schnitt, Beste Tonmischung, Bester Tonschnitt, Beste visuelle Effekte). Gottes Werk und Teufels Beitrag und Topsy-Turvy – Auf den Kopf gestellt wurden jeweils zweifach ausgezeichnet.
| Film                                        | N | A |
| ------------------------------------------- | - | - |
| American Beauty                             | 8 | 5 |
| Gottes Werk und Teufels Beitrag             | 7 | 2 |
| Insider                                     | 7 | 0 |
| The Sixth Sense                             | 6 | 0 |
| Der talentierte Mr. Ripley                  | 5 | 0 |
| The Green Mile                              | 4 | 0 |
| Matrix                                      | 4 | 4 |
| Topsy-Turvy – Auf den Kopf gestellt         | 4 | 2 |
| Being John Malkovich                        | 3 | 0 |
| Magnolia                                    | 3 | 0 |
| Sleepy Hollow                               | 3 | 1 |
| Star Wars: Episode I – Die dunkle Bedrohung | 3 | 0 |
| Anna und der König                          | 2 | 0 |
| Boys Don’t Cry                              | 2 | 1 |
| Das Ende einer Affäre                       | 2 | 0 |
| Music of the Heart                          | 2 | 0 |
| Sweet and Lowdown                           | 2 | 0 |

## Moderation
Billy Crystal führte zum siebten Mal als Moderator durch die Oscarverleihung. Die Präsentatoren der Kandidaten sind bei den jeweiligen Kategorien weiter unten aufgeführt.

## Gewinner und Nominierungen

### Bester Film
Präsentiert von Clint Eastwood.
American Beauty – Bruce Cohen, Dan Jinks
Gottes Werk und Teufels Beitrag (The Cider House Rules) – Richard N. Gladstein
The Green Mile – Frank Darabont, David Valdes
Insider (The Insider) – Pieter Jan Brugge, Michael Mann
The Sixth Sense – Kathleen Kennedy, Frank Marshall, Barry Mendel

### Beste Regie
Präsentiert von Steven Spielberg.
Sam Mendes – American Beauty
Lasse Hallström – Gottes Werk und Teufels Beitrag (The Cider House Rules)
Spike Jonze – Being John Malkovich
Michael Mann – Insider (The Insider)
M. Night Shyamalan – The Sixth Sense

### Bester Hauptdarsteller
Präsentiert von Gwyneth Paltrow.
Kevin Spacey – American Beauty
Russell Crowe – Insider (The Insider)
Richard Farnsworth – Eine wahre Geschichte – The Straight Story (The Straight Story)
Sean Penn – Sweet and Lowdown
Denzel Washington – Hurricane (The Hurricane)

### Beste Hauptdarstellerin
Präsentiert von Roberto Benigni.
Hilary Swank – Boys Don’t Cry
Annette Bening – American Beauty
Janet McTeer – Tumbleweeds
Julianne Moore – Das Ende einer Affäre (The End of the Affair)
Meryl Streep – Music of the Heart

### Bester Nebendarsteller
Präsentiert von Judi Dench.
Michael Caine – Gottes Werk und Teufels Beitrag (The Cider House Rules)
Tom Cruise – Magnolia
Michael Clarke Duncan – The Green Mile
Jude Law – Der talentierte Mr. Ripley (The Talented Mr. Ripley)
Haley Joel Osment – The Sixth Sense

### Beste Nebendarstellerin
Präsentiert von James Coburn.
Angelina Jolie – Durchgeknallt (Girl, Interrupted)
Toni Collette – The Sixth Sense
Catherine Keener – Being John Malkovich
Samantha Morton – Sweet and Lowdown
Chloë Sevigny – Boys Don’t Cry

### Bestes Original-Drehbuch
Präsentiert von Mel Gibson.
Alan Ball – American Beauty
Paul Thomas Anderson – Magnolia
Charlie Kaufman – Being John Malkovich
Mike Leigh – Topsy-Turvy – Auf den Kopf gestellt (Topsy-Turvy)
M. Night Shyamalan – The Sixth Sense

### Bestes adaptiertes Drehbuch
Präsentiert von Kevin Spacey.
John Irving – Gottes Werk und Teufels Beitrag (The Cider House Rules)
Frank Darabont – The Green Mile
Michael Mann, Eric Roth – Insider (The Insider)
Anthony Minghella – Der talentierte Mr. Ripley (The Talented Mr. Ripley)
Alexander Payne, Jim Taylor – Election

### Beste Kamera
Präsentiert von Brad Pitt.
Conrad L. Hall – American Beauty
Emmanuel Lubezki – Sleepy Hollow (Sleepy Hollow)
Roger Pratt – Das Ende einer Affäre (The End of the Affair)
Dante Spinotti – Insider (The Insider)
Robert Richardson – Schnee, der auf Zedern fällt (Snow Falling on Cedars)

### Bestes Szenenbild
Präsentiert von Julianne Moore und Russell Crowe.
Rick Heinrichs, Peter Young – Sleepy Hollow (Sleepy Hollow)
Luciana Arrighi, Ian Whittaker – Anna und der König (Anna and the King)
John Bush, Eve Stewart – Topsy-Turvy – Auf den Kopf gestellt (Topsy-Turvy)
Bruno Cesari, Roy Walker – Der talentierte Mr. Ripley (The Talented Mr. Ripley)
David Gropman, Beth A. Rubino – Gottes Werk und Teufels Beitrag (The Cider House Rules)

### Bestes Kostümdesign
Präsentiert von Cameron Diaz, Drew Barrymore und Lucy Liu.
Lindy Hemming – Topsy-Turvy – Auf den Kopf gestellt (Topsy-Turvy)
Colleen Atwood – Sleepy Hollow (Sleepy Hollow)
Jenny Beavan – Anna und der König (Anna and the King)
Milena Canonero – Titus
Gary Jones, Ann Roth – Der talentierte Mr. Ripley (The Talented Mr. Ripley)

### Bestes Make-up
Präsentiert von Erykah Badu und Tobey Maguire.
Christine Blundell, Trefor Proud – Topsy-Turvy – Auf den Kopf gestellt (Topsy-Turvy)
Michèle Burke, Mike Smithson – Austin Powers – Spion in geheimer Missionarsstellung (Austin Powers: The Spy Who Shagged Me)
Greg Cannom – Der 200 Jahre Mann (Bicentennial Man)

### Beste Filmmusik
Präsentiert von Charlize Theron und Keanu Reeves.
John Corigliano – Die rote Violine (Le Violon rouge)
Thomas Newman – American Beauty
Rachel Portman – Gottes Werk und Teufels Beitrag (The Cider House Rules)
John Williams – Die Asche meiner Mutter (Angela's Ashes)
Gabriel Yared – Der talentierte Mr. Ripley (The Talented Mr. Ripley)

### Bester Song
Präsentiert von Cher.
„You’ll Be in My Heart“ aus Tarzan – Phil Collins
„Blame Canada“ aus South Park: Der Film – größer, länger, ungeschnitten – Trey Parker, Marc Shaiman
„Music of My Heart“ aus Music of the Heart – Diane Warren
„Save Me“ aus Magnolia – Aimee Mann
„When She Loved Me“ aus Toy Story 2 – Randy Newman

### Bester Schnitt
Präsentiert von Ashley Judd und Tommy Lee Jones.
Zach Staenberg – Matrix (The Matrix)
Tariq Anwar, Christopher Greenbury – American Beauty
Lisa Zeno Churgin – Gottes Werk und Teufels Beitrag (The Cider House Rules)
William Goldenberg, David Rosenbloom, Paul Rubell – Insider (The Insider)
Andrew Mondshein – The Sixth Sense

### Beste Tonmischung
Präsentiert von Heather Graham und Mike Myers.
David E. Campbell, David Lee, John T. Reitz, Gregg Rudloff – Matrix (The Matrix)
Willie D. Burton, Michael Herbick, Robert J. Litt, Elliot Tyson – The Green Mile
Chris Carpenter, Rick Kline, Chris Munro, Leslie Shatz – Die Mumie (The Mummy)
Doug Hemphill, Andy Nelson, Lee Orloff – Insider (The Insider)
Tom Johnson, John Midgley, Shawn Murphy, Gary Rydstrom – Star Wars: Episode I – Die dunkle Bedrohung (Star Wars: Episode I – The Phantom Menace)

### Bester Tonschnitt
Präsentiert von Chow Yun-fat.
Dane A. Davis – Matrix (The Matrix)
Tom Bellfort, Ben Burtt – Star Wars: Episode I – Die dunkle Bedrohung (Star Wars: Episode I – The Phantom Menace)
Richard Hymns, Ren Klyce – Fight Club

### Beste visuelle Effekte
Präsentiert von Arnold Schwarzenegger.
Steve Courtley, John Gaeta, Janek Sirrs, Jon Thum – Matrix (The Matrix)
Eric Allard, Henry Anderson, Jerome Chen, John Dykstra – Stuart Little
Rob Coleman, John Knoll, Dennis Muren, Scott Squires – Star Wars: Episode I – Die dunkle Bedrohung (Star Wars: Episode I – The Phantom Menace)

### Bester Dokumentarfilm (Kurzfilm)
Präsentiert von Mena Suvari, Thora Birch und Wes Bentley.
King Gimp – Susan Hannah Hadary, William A. Whiteford
Eyewitness – Bert Van Bork
The Wildest Show in the South: The Angola Prison Rodeo – Simeon Soffer, Jonathan Stack

### Bester Dokumentarfilm (Langform)
Präsentiert von Uma Thurman und Ethan Hawke.
Ein Tag im September (One Day in September) – Arthur Cohn, Kevin Macdonald
Buena Vista Social Club – Ulrich Felsberg, Wim Wenders
Genghis Blues – Adrian Belic, Roko Belic
On the Ropes – Nanette Burstein, Brett Morgen
Speaking in Strings – Paola di Florio, Lilibet Foster

### Bester Kurzfilm (Animiert)
Der alte Mann und das Meer (The Old Man and the Sea) – Alexandr Petrov
Humdrum – Peter Peake
My Grandmother Ironed the King’s Shirts – Torill Kove
3 Misses – Paul Driessen
When the Day Breaks – Amanda Forbis, Wendy Tilby

### Bester Kurzfilm (Live Action)
Präsentiert von Cate Blanchett und Jude Law.
My Mother Dreams the Satan’s Disciples in New York – Barbara Schock, Tammy Tiehel
Killing Joe – Mehdi Norowzian, Steve Wax
Kleingeld – Marc-Andreas Bochert, Gabriele Lins
Stora & små mirakel (Major and Minor Miracles) – Marcus Olsson
Theis und Nico (Bror, min bror) – Henrik Ruben Genz, Michael W. Horsten

### Bester fremdsprachiger Film
Präsentiert von Penélope Cruz und Antonio Banderas.
Alles über meine Mutter (Todo sobre mi madre), Spanien – Pedro Almodóvar
Est-Ouest – Eine Liebe in Russland (Est-Ouest), Frankreich – Régis Wargnier
Das Glück kommt morgen (Under solen), Schweden – Colin Nutley
Himalaya – Die Kindheit eines Karawanenführers (Himalaya – L’enfance d’un chef), Nepal – Éric Valli
Salomon und Gaenor (Solomon and Gaenor), Großbritannien – Paul Morrison

## Ehren-Oscars

### Honorary Award
präsentiert von Jane Fonda
- Andrzej Wajda

### Irving G. Thalberg Memorial Award
präsentiert von Jack Nicholson
- Warren Beatty

### Gordon E. Sawyer Award
- Roderick T. Ryan

### John A. Bonner-Medaille
- Ed Di Giulio und Takuo Miyagishima